# خیابان دماوند
خیابان دماوند یا خیابان تهران نو با شماره معبر خیابان ۱۰۶ تهران یکی از خیابان های تهران است که جهت شرقی-غربی دارد. این خیابان که در  شرق تهران واقع شده است، از میدان امام حسین آغاز شده و به چهار راه تهرانپارس منتهی می‌شود.
این خیابان یکی از اصلی‌ترین، مهم‌ترین، طولانی‌ترین و عریض‌ترین خیابان‌های تهران است که در شرق بین مناطق ۴ ، ۷، ۸ و ۱۳ قرار دارد. این خیابان در شرق از تقاطع های بزرگراه زین الدین و بزرگراه شهید یاسینی موسوم به سه راه آزمایش آغاز می‌شود و تا میدان امام حسین و خیابان انقلاب در راستای غربی امتداد دارد. محله‌های تهران نو، زرکش، امامت، شورا ،تهرانپارس، قاسم‌آباد، نظام آباد، تسلیحات، زاهد گیلانی، نیروی هوایی، صفا، وحیدیه، فرهنگسرا، آشتیانی و شاهد از محلات واقع شده در خیابان دماوند هستند. خط یک اتوبوس‌های تندرو تهران، که تهرانپارس را به پایانه آزادی متصل می‌کند از این خیابان عبور می‌کند. این خیابان تا پیش از انقلاب ایران، خیابان تهران‌نو نام داشته‌است.
این خیابان از طریق ایستگاه مترو امام حسین در ابتدای آن، ایستگاه مترو شهید مدنی در چهارراه گلچین، ایستگاه مترو سبلان در چهارراه نظام آباد، و ایستگاه مترو تهرانپارس و فرهنگسرا در انتهای آن قابل دسترسی است.
دسترسی به خیابان تهران نو توسط معابری همچون میدان سبلان و خیابان سبلان، خیابان شهید مدنی، خیابان مسیل باختر، خیابان اقبال لاهوری، خیابان شهید میرحسینی، خیابان دبستان، خیابان سی متری نیروی هوایی، خیابان سی متری نارمک، خیابان ۴۶ متری آگاهی ،بلوار آیت الله خوشوقت، بلوار شاهد، خیابان جشنواره، جاده تلو و اتوبان‌های امام علی ،شهید صیاد شیرازی، شهید باقری، شهید یاسینی، شهید دوران، اتوبان رسالت و شهید زین الدین میسر می‌شود.

## خطوط حمل و نقل عمومی
سامانه اتوبوس تندرو
- خط 1 BRT (پایانه آزادی-چهارراه تهرنپارس)
- خط 3 BRT (پایانه خاوران-پایانه علم و صنعت)
- خط 9 BRT (پایانه جوانمرد قصاب-پایانه لاله)

شرکت واحد اتوبوسرانی تهران و حومه
- خط ۲۱۲ (پایانه شهید بهشتی-میدان امام حسین) در مسیر خیابان شهید بهشتی-مفتح شمالی-مترو مفتح-خ شهید مطهری-خ شریعتی-خ معلم-گوهری-خ قصر-خ سبلان-مترو سبلان-چهارراه نظام آباد-خ شهید مدنی-خ محمودی-خیابان دماوند/میدان امام حسین.
- خط ۳۲۱ (انتهای ۱۷ شهریور-میدان امام حسین) در مسیر انتهای خ ۱۷ شهریور جنوبی-تیر دوقلو-میدان خراسان-بلوار قیام/مترو ۱۷ شهریور-پل آهنگ-دروازه دولاب/مترو امیرکبیر-میدان شهدا-خ پیروزی-خ افروز-خ منتظری-خ خشکبارچی-خ اقبال-میدان امام حسین/ابتدای خیابان دماوند.
- خط ۷۰۱ (میدان رسالت-وحیدیه) در مسیر انتهای خ سمنگان-خ بختیاری-خ شهید ثانی-خ مسیل باختر-خ رضایی-میدان تسلیحات-خ واشقانی-خ سلیمی افضل-خ میرحسینی-خیابان دماوند.
- خط ۲۰۹ (پایانه شهید بهشتی-پل خاقانی) در مسیر خیابان شهید بهشتی-مفتح شمالی-مترو مفتح-خ شهید مطهری-خ شریعتی-خ معلم-گوهری-خ قصر-میدان سبلان-خ گلبرگ غربی-میدان امام رضا-خ مسیل باختر-خ شهید ثانی-چهارراه تلفنخانه-میدان شقایق-پل خاقانی/خ دماوند.
- خط ۴۰۲ (شهرک پارس-چهارراه تهرانپارس) در مسیر خ توحید-پارک پلیس-بلوار استقلال-خ استخر-بلوار شاهد-میدان شاهد-چهارراه سیدالشهدا-اتوبان رسالت-مترو تهرانپارس-چهارراه تیرانداز-بلوار آیت اله خوشوقت-فلکه اول-چهارراه تهرانپارس/خیابان دماوند
- خط ۲۰۸ (سراج/پلوار استقلال-پل خاقانی) در مسیر بلوار استقلال-خ سراج--چهارراه سراج-خ دلاوران-خ تکاوران-خ آزادگان-میدان الغدیر-خ حیدرخانی-خ آبگون/۴۱-سه راه فرجام-خ فرجام غربی-میدان صد-خ شهید آیت شمالی-مترو سرسبز-اتوبان رسالت-میدان رسالت-اتوبان رسالت-خ مدائن-خ گلبرگ شرقی-خ شهید ثانی-میدان شقایق-پل خاقانی/خیابان دماوند.
- خط ۳۹۸ (حکیمیه-چهارراه تهرانپارس) در مسیر میدان صداقت-بلوار لاله-میدان لاله-بلوار بهشت-بلوار بهار-دانشگاه چمران-خ فرهنگ-خ خرم-میدان فجر-خ فجر-خ ساحل-میدان افق-پارک ساحل-خ افق-بلوار بابائیان-ابتدای خیابان دماوند/سه راه آزمایش-خ جشنواره- مترو فرهنگسرا-میدان پرورشگاه-چهارراه سیدالشهدا-بلوار شاهد-پارک مهرگان-بلوار پروین-فلکه اول-خ آیت اله خوشوقت-خیابان دماوند/چهارراه تهرانپارس
- خط ۲۰۷ (میدان رسالت-چهارراه تهرانپارس) در مسیر خ اسلام پناه-خ شهید مدنی- خ گلبرگ غربی-میدان هلال احمر-میدان هفت حوض-خ گلبرگ شرقی-اتوبان شهید باقری-میدان شقایق-اتوبان شهید باقری-خ امیری طائمه-فلکه اول-خ آیت اله خوشوقت-خیابان دماوند/چهارراه تهرانپارس

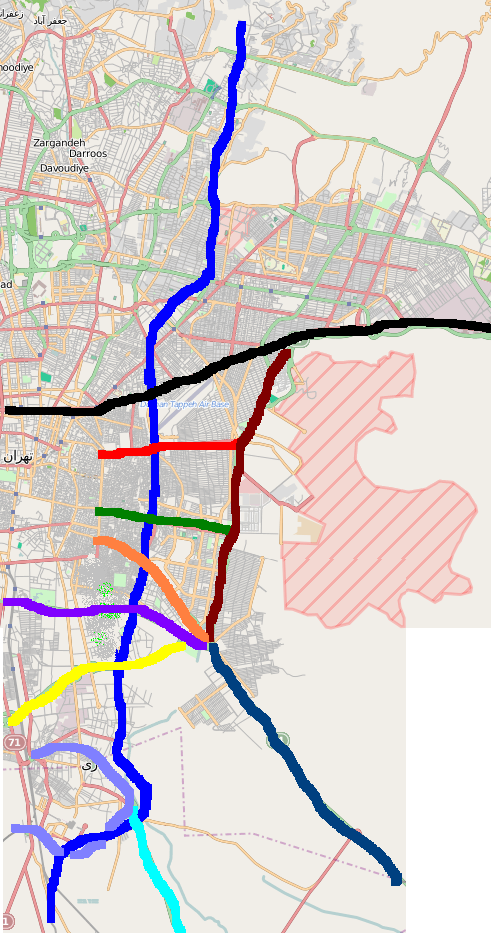
بزرگراه امام علی
خیابان دماوند
بزرگراه بسیج
خیابان پیروزی
بزرگراه شهید محلاتی
خیابان خاوران
بزرگراه بعثت
بزرگراه آزادگان
بزرگراه امام رضا (جاده مشهد)
بزرگراه شهید کریمی (نیم‌دایره بالایی) و بزرگراه شهید آوینی (نیم‌دایره پایینی)
جاده ورامین

## تقاطع ها
| از شرق به غرب                   | از شرق به غرب                                      | از شرق به غرب |
| ------------------------------- | -------------------------------------------------- | ------------- |
| سه راه آزمایش                   | بزرگراه زین‌الدین بزرگراه یاسینی جاده تلو           |               |
| دوربرگردان                      |                                                    |               |
|                                 | خیابان بابائیان                                    |               |
|                                 | بلوار اتحاد                                        |               |
|                                 | بلوار ناهیدی-جشنواره                               |               |
| دوربرگردان                      |                                                    |               |
|                                 | آزادراه شوشتری بزرگراه رسالت                       |               |
|                                 | بلوار پروین                                        |               |
| چهارراه تهرانپارس               | بزرگراه دوران بلوار خوشوقت                         |               |
| دوربرگردان                      |                                                    |               |
| BRT 1 ایستگاه چهارراه تهرانپارس |                                                    |               |
| BRT 1 ایستگاه داریوش            |                                                    |               |
| دوربرگردان                      |                                                    |               |
| چهارراه خاقانی                  | بزرگراه باقری                                      |               |
| BRT 1 ایستگاه خاقانی            |                                                    |               |
|                                 | خیابان شقایق مسیل جاجرود                           |               |
| BRT 1 ایستگاه ابوریحان          |                                                    |               |
| چهارراه آیت                     | خیابان آیت خیابان امامت                            |               |
| BRT 1 ایستگاه آیت               |                                                    |               |
| دوربرگردان                      |                                                    |               |
| چهارراه پل                      | خیابان سی متری نیروی هوایی مسیل باختر مسیل منوچهری |               |
| BRT 1 ایستگاه پل                |                                                    |               |
| BRT 1 ایستگاه وحیدیه            |                                                    |               |
|                                 | خیابان وحیدیه                                      |               |
| BRT 1 ایستگاه سبلان             |                                                    |               |
| چهارراه سبلان                   | خیابان سبلان خیابان اشرافی                         |               |
| BRT 1 ایستگاه فرودگاه           |                                                    |               |
| BRT 1 ایستگاه فتحنایی           |                                                    |               |
|                                 | بزرگراه امام علی                                   |               |
| BRT 1 ایستگاه بوعلی             |                                                    |               |
| BRT 1 ایستگاه منتظری            |                                                    |               |
| دوربرگردان                      |                                                    |               |
| میدان امام حسین                 | خیابان انقلاب خیابان هفده شهریور                   |               |
| از غرب به شرق                   |                                                    |               |

## موقعیت
این خیابان از پارک جنگلی سرخه‌حصار شروع می‌شود و با گذر در تقاطع‌ها و میدان‌های زیر در انتها به میدان امام حسین می‌رسد:
- سه راه آزمایش: شمال شرق جاده تلو - شرق بزرگراه یاسینی - شمال غرب بزرگراه زین‌الدین. از سمت شمال شرق به میدان تلو، محله حکیمیه، بزرگراه بابایی، لواسان و فشم و جاده لواسان-اوشان-فشم میرسد. از شرق به سه راه آبعلی، جاده تهران-پارچین، بزرگراه بابایی، جاده دماوند، آزادراه پردیس، جاده هراز و فیروزکوه و شهرهای جاجرود، پردیس، رودهن، بومهن، دماوند و شهرهای شمالی کشور میرسد. از شمال غرب به سه راه ضرابخانه، بزرگراه‌های باقری، امام علی، صیاد و همت و... ، فلکه چهارم تهرانپارس و محله‌های حکیمیه، تهرانپارس، قنات کوثر و ... میرسد.
- چهارراه تهرانپارس: شمال بلوار خوشوقت - جنوب بزرگراه دوران. از سمت شمال به فلکه اول تهرانپارس، محله تهرانپارس، خیابان ۱۴۲، چهارراه تیرانداز و بزرگراه رسالت، فلکه دوم تهرانپارس، فلکه سوم تهرانپارس، خیابان ۱۹۶، فلکه چهارم تهرانپارس و بزرگراه زین‌الدین میرسد. از جنوب به شهرک زینبیه، میدان کلاهدوز میرسد.
- چهارراه خاقانی: شمال و جنوب بزرگراه باقری. از سمت شمال به میدان شقایق، محله تهرانپارس، خیابان ۱۴۲، بزرگراه رسالت، محله قنات کوثر، بزرگراه زین‌الدین، خیابان ۱۹۶، بلوار استقلال و بزرگراه بابایی میرسد. از جنوب به شهرک زینبیه، میدان کلاهدوز، فلکه آشتیانی و محله تهران نو میرسد.
- چهارراه دماوند یا چهارراه تهران نو: جنوب مسیل جاجرود. از جنوب به فلکه اطلاعات، فلکه چایچی، فلکه لوزی، مسیل منوچهری، خیابان سی متری نیروی هوایی، میدان کلاهدوز و محله تهران نو میرسد.
- چهارراه آیت: شمال خیابان آیت - جنوب خیابان امامت. از سمت شمال به میدان هفت حوض، محله نارمک، خیابان ۴۵ متری نارمک، بزرگراه رسالت، دانشگاه علم و صنعت و خیابان گلبرگ میرسد. از جنوب به میدان امامت، خیابان سی متری نیروی هوایی، میدان کلاهدوز، محله نیروی هوایی و محله تهران نو میرسد.
- چهارراه پل: شمال مسیل باختر - جنوب مسیل منوچهری و خیابان سی متری نیروی هوایی. از سمت شمال به خیابان ۴۵ متری نارمک، خیابان نظام آباد، بزرگراه امام علی، خیابان گلبرگ، میدان سبلان، بزرگراه صیاد و بزرگراه رسالت میرسد. از جنوب به خیابان امامت، فلکه چهارم، میدان کلاهدوز، خیابان پیروزی، بزرگراه افسریه، محله افسریه، محله نیروی هوایی و محله تهران نو میرسد.
- چهارراه سبلان: شمال خیابان سبلان - جنوب خیابان اشراقی. از سمت شمال به چهارراه نظام آباد، محله نظام آباد، خیابان نظام آباد، بزرگراه امام علی، خیابان گلبرگ، بزرگراه صیاد، میدان سبلان و خیابان قدوسی میرسد. از جنوب به فرودگاه نیروی هوایی میرسد.
- میدان امام حسین (از جنوب به میدان شهداء) متصل می‌شود